# Paraptilotus nitidissimus
Paraptilotus nitidissimus är en tvåvingeart som först beskrevs av Richards 1951.  Paraptilotus nitidissimus ingår i släktet Paraptilotus och familjen hoppflugor.
Artens utbredningsområde är Kenya. Inga underarter finns listade i Catalogue of Life.